# William Spottiswoode
William Spottiswoode, född den 11 januari 1825 i London, död där den 27 juni 1883, var en engelsk matematiker och fysiker.
Spottiswoode war president i London Mathematical Society 1870–1872 och president i Royal Society från 1878.